# Савостін Дмитро Іванович
Дмитро Іванович Савостін (1888, місто Ковров Владимирської губернії, тепер Владимирської області, Російська Федерація — 1943, місто Москва, Російська Федерація) — радянський діяч, голова виконавчого комітету Владимирської губернської ради, член ВЦВК і ЦВК СРСР. Член Центральної контрольної комісії ВКП(б) у 1927—1934 роках.

## Біографія
Народився в родині робітника-залізничника. Закінчив технічне залізничне училище, працював слюсарем.
Член РСДРП(б) з 1917 року.
З березня 1917 року — член Ковровської ради робітничих депутатів Владимирської губернії.
У липні 1918 — серпні 1920 року — голова виконавчого комітету Ковровської повітової ради Владимирської губернії.
У 1920 — 6 березня 1921 року — заступник голови виконавчого комітету Владимирської губернської ради. З вересня 1920 по 20 лютого 1921 року — завідувач відділу управління виконавчого комітету Владимирської губернської ради.
6 березня 1921 — 1 липня 1924 року — голова виконавчого комітету Владимирської губернської ради. З грудня 1921 року — голова Владимирської губернської Економічної наради.
З 1924 по 1927 рік — заступник голови виконавчого комітету Рязанської губернської ради.
З 1927 року — старший інспектор та заступник керівника групи Народного комісаріату робітничо-селянської інспекції СРСР.
До 1 листопада 1933 року — голова Східно-Сибірської крайової контрольної комісії ВКП(б). До січня 1934 року — член партійної комісії Східно-Сибірської крайової контрольної комісії ВКП(б).
З 1934 року — заступник начальника групи контролю при Народному комісаріаті легкої промисловості СРСР; помічник директора Московської полотняної фабрики «Спартак».
Потім — на пенсії в Москві.
Помер у 1943 році. Похований на Новодівочому цвинтарі Москви.